# Rajd Rzeszowski 2025
34. MARMA Rajd Rzeszowski 2025 – 34. edycja Rajdu Rzeszowskiego. To rajd samochodowy, który był rozgrywany od 7 do 9 sierpnia 2025 roku. Bazą rajdu było miasto Rzeszów. Była to piąta runda Rajdowych samochodowych mistrzostw Polski w roku 2025.

## Zwycięzcy odcinków specjalnych[1]
| Dzień      | Numer odcinka | Nazwa odcinka           | Długość  | Zwycięzca odcinka   | Samochód              | Czas    | Lider rajdu     |
| ---------- | ------------- | ----------------------- | -------- | ------------------- | --------------------- | ------- | --------------- |
| 8 sierpnia | OS1           | Chmielnik 1             | 17.80 km | Mikołaj Marczyk     | Škoda Fabia RS Rally2 | 10:03.5 | Mikołaj Marczyk |
| 8 sierpnia | OS2           | Lubenia 1               | 24.85 km | Grzegorz Grzyb      | Škoda Fabia RS Rally2 | 14:00.4 | Mikołaj Marczyk |
| 8 sierpnia | OS3           | Chmielnik 2             | 17.80 km | Mikołaj Marczyk     | Škoda Fabia RS Rally2 | 9:52.6  | Mikołaj Marczyk |
| 8 sierpnia | OS4           | Lubenia 2               | 24.85 km | Mikołaj Marczyk     | Škoda Fabia RS Rally2 | 13:37.4 | Mikołaj Marczyk |
| 8 sierpnia | OS5           | Rzeszów                 | 3.40 km  | Łukasz Byśkiniewicz | Škoda Fabia RS Rally2 | 2:41.4  | Mikołaj Marczyk |
| 9 sierpnia | OS6           | Brzostek 1              | 17.50 km | Mikołaj Marczyk     | Škoda Fabia RS Rally2 | 9:47.6  | Mikołaj Marczyk |
| 9 sierpnia | OS7           | Szkodna 1               | 14.67 km | Erik Cais           | Hyundai i20 N Rally2  | 8:18.6  | Mikołaj Marczyk |
| 9 sierpnia | OS8           | Brzostek 2              | 17.50 km | Erik Cais           | Hyundai i20 N Rally2  | 9:35.6  | Mikołaj Marczyk |
| 9 sierpnia | OS9           | Szkodna 2 [Power Stage] | 14.67 km | Mikołaj Marczyk     | Škoda Fabia RS Rally2 | 8:13.0  | Mikołaj Marczyk |

### Power Stage w RSMP – OS09[2]
| Miejsce | Kierowcast          | Pilot               | Samochód              | Czas/strata | Punkty |
| ------- | ------------------- | ------------------- | --------------------- | ----------- | ------ |
| 1       | Mikołaj Marczyk     | Szymon Gospodarczyk | Škoda Fabia RS Rally2 | 8:13.0      | 5      |
| 2       | Jarosław Kołtun     | Ireneusz Pleskot    | Škoda Fabia RS Rally2 | +7.0        | 4      |
| 3       | Grzegorz Grzyb      | Adam Binięda        | Škoda Fabia RS Rally2 | +11.3       | 3      |
| 4       | Jakub Brzeziński    | Jakub Gerber        | Citroën C3 Rally2     | +12.3       | 2      |
| 5       | Łukasz Byśkiniewicz | Daniel Siatkowski   | Škoda Fabia RS Rally2 | +14.7       | 1      |

## Wyniki końcowe rajdu
| Miejsce                | Kierowca               | Pilot                  | Samochód               | Czas                   | Strata                 | Grupa Klasa            | Punkty                 |
| Klasyfikacja generalna | Klasyfikacja generalna | Klasyfikacja generalna | Klasyfikacja generalna | Klasyfikacja generalna | Klasyfikacja generalna | Klasyfikacja generalna | Klasyfikacja generalna |
| ---------------------- | ---------------------- | ---------------------- | ---------------------- | ---------------------- | ---------------------- | ---------------------- | ---------------------- |
| 1                      | Mikołaj Marczyk        | Szymon Gospodarczyk    | Škoda Fabia RS Rally2  | 1:26:23.1              | -                      | 2                      |                        |
| 2                      | Jakub Matulka          | Damian Syty            | Škoda Fabia RS Rally2  | 1:27:14.4              | +51.3                  | 2                      |                        |
| 3                      | Grzegorz Grzyb         | Adam Binięda           | Škoda Fabia RS Rally2  | 1:27:22.0              | +58.9                  | 2                      |                        |
| 4                      | Jakub Brzeziński       | Jakub Gerber           | Citroën C3 Rally2      | 1:28:52.5              | +2:29.4                | 2                      |                        |
| 5                      | Łukasz Byśkiniewicz    | Daniel Siatkowski      | Škoda Fabia RS Rally2  | 1:28:53.0              | +2:29.9                | 2                      |                        |
| 6                      | Jarosław Kołtun        | Ireneusz Pleskot       | Škoda Fabia RS Rally2  | 1:29:18.1              | +2:55.0                | 2                      |                        |
| 7                      | Zbigniew Gabryś        | Daniel Dymurski        | Škoda Fabia RS Rally2  | 1:29:20.6              | +2:57.5                | 2                      |                        |
| 8                      | Erik Cais              | Petr Těšínský          | Hyundai i20 N Rally2   | 1:29:27.2              | +3:04.1                | RC2                    |                        |
| 9                      | Adrian Rzeźnik         | Kamil Kozdroń          | Ford Fiesta Rally3     | 1:30:57.4              | +4:34.3                | 3                      |                        |
| 10                     | Adrian Łabuda          | Michał Kuśnierz        | Ford Fiesta Rally3     | 1:32:33.6              | +6:10.5                | 3                      |                        |
| Klasyfikacja RSMP      |                        |                        |                        |                        |                        |                        |                        |
| 1                      | Mikołaj Marczyk        | Szymon Gospodarczyk    | Škoda Fabia RS Rally2  | 1:26:23.1              | -                      | 2                      | 30+5                   |
| 2                      | Jakub Matulka          | Damian Syty            | Škoda Fabia RS Rally2  | 1:27:14.4              | +51.3                  | 2                      | 24                     |
| 3                      | Grzegorz Grzyb         | Adam Binięda           | Škoda Fabia RS Rally2  | 1:27:22.0              | +58.9                  | 2                      | 21+3                   |
| 4                      | Jakub Brzeziński       | Jakub Gerber           | Citroën C3 Rally2      | 1:28:52.5              | +2:29.4                | 2                      | 19+2                   |
| 5                      | Łukasz Byśkiniewicz    | Daniel Siatkowski      | Škoda Fabia RS Rally2  | 1:28:53.0              | +2:29.9                | 2                      | 17+1                   |
| 6                      | Jarosław Kołtun        | Ireneusz Pleskot       | Škoda Fabia RS Rally2  | 1:29:18.1              | +2:55.0                | 2                      | 15+4                   |
| 7                      | Zbigniew Gabryś        | Daniel Dymurski        | Škoda Fabia RS Rally2  | 1:29:20.6              | +2:57.5                | 2                      | 13                     |
| 8                      | Adrian Łabuda          | Michał Kuśnierz        | Ford Fiesta Rally3     | 1:32:33.6              | +6:10.5                | 3                      | 11                     |
| 9                      | Jakub Ulanowski        | Patryk Kielar          | Ford Fiesta Rally3     | 1:32:58.5              | +6:35.4                | 3                      | 9                      |
| 10                     | Adam Rachfał           | Adrian Mroszczyk       | Peugeot 208 Rally4     | 1:37:27.2              | +11:04.1               | 4                      | 7                      |
| 11                     | Marcin Górny           | Mateusz Martynek       | Peugeot 208 Rally4     | 1:37:42.0              | +11:18.9               | 4                      | 5                      |
| 12                     | Sergiusz Janowski      | Krzysztof Grzenia      | Renault Clio Rally4    | 1:39:11.4              | +12:48.3               | 4                      | 4                      |
| 13                     | Marek Mularczyk        | Krzysztof Marczewski   | Citroën DS3 R3T Max    | 1:41:12.9              | +14:49.8               | 4                      | 3                      |
| 14                     | Paweł Hurko            | Jarosław Janasz        | Ford Fiesta R200       | 1:42:15.0              | +15:51.9               | NAT4                   | 2                      |
| 15                     | Tomasz Król            | Patryk Olejniczak      | Ford Fiesta Rally3     | 1:45:56.4              | +19:33.3               | 3                      | 1                      |

## Klasyfikacja kierowców RSMP 2025 po 5. rundach
Punkty otrzymuje 15 pierwszych zawodników, którzy ukończą rajd według klucza:
| Miejsce | 1  | 2  | 3  | 4  | 5  | 6  | 7  | 8  | 9 | 10 | 11 | 12 | 13 | 14 | 15 |
| Punkty  | 30 | 24 | 21 | 19 | 17 | 15 | 13 | 11 | 9 | 7  | 5  | 4  | 3  | 2  | 1  |

Dodatkowe punkty zawodnicy zdobywają za ostatni odcinek specjalny zwany Power Stage, punktowany: za zwycięstwo – 5, drugie miejsce – 4, trzecie – 3, czwarte – 2 i piąte – 1 punkt.
| Miejsce | 1 | 2 | 3 | 4 | 5 |
| Punkty  | 5 | 4 | 3 | 2 | 1 |

W tabeli uwzględniono miejsce, które zajął zawodnik w poszczególnym rajdzie, a w indeksie górnym umieszczono miejsce zajęte na ostatnim, dodatkowo punktowanym odcinku specjalnym tzw. Power Stage.
| Poz. | Kierowca            | Świdnicki | Nadwiślański | Polski | Małopolski | Rzeszowski | Śląska | Nyski | Suma punktów |
| ---- | ------------------- | --------- | ------------ | ------ | ---------- | ---------- | ------ | ----- | ------------ |
| 1    | Jakub Matulka       | 13        | 1            | 23     | 1          | 2          |        |       | 154          |
| 2    | Grzegorz Grzyb      | 35        | 3            | NU     | 2          | 3          |        |       | 102          |
| 3    | Jarosław Kołtun     | 42        | NU           | 62     | 43         | 64         |        |       | 83           |
| 4    | Jakub Brzeziński    | 54        | 54           | 34     | NU         | 42         |        |       | 82           |
| 5    | Łukasz Byśkiniewicz | 6         | 175          | 45     | 34         | 51         |        |       | 77           |
| 6    | Mikołaj Marczyk     |           |              | 1      |            | 1          |        |       | 70           |
| 7    | Jarosław Szeja      | 21        | 2            | NU     |            |            |        |       | 53           |
| 8    | Jakub Ulanowski     | NU        | 6            |        | 5          | 9          |        |       | 42           |
| 9    | Marcin Górny        | 11        | 8            |        | 6          | 11         |        |       | 36           |
| 10   | Zbigniew Gabryś     | NU        | 4            | NU     | NU         | 7          |        |       | 32           |
| 11   | Piotr Krotoszyński  | 8         |              | 5      |            |            |        |       | 28           |
| 12   | Marcin Kowal        | 12        | 7            |        | 8          | NU         |        |       | 28           |
| 13   | Adrian Łabuda       | 21        | 18           | 7      | NU         | 8          |        |       | 24           |
| 14   | Adam Rachfał        | NU        |              |        | 7          | 10         |        |       | 20           |
| 15   | Hubert Kowalczyk    | 9         |              | 8      |            |            |        |       | 20           |
| 16   | Marek Mularczyk     | 13        | 11           | 15     | 10         | 13         |        |       | 19           |
| 17   | Paweł Hurko         | 14        | 12           |        | 9          | 14         |        |       | 17           |
| 18   | Sergiusz Janowski   | 22        | 10           | 11     | NU         | 12         |        |       | 16           |
| 19   | Michał Chorbiński   | 7         | NU           | NU     | NU         | NU         |        |       | 13           |
| 20   | Tomasz Bargiel      |           | 9            |        | NU         |            |        |       | 9            |
| 21   | Jacek Januchta      | 19        | 13           |        | 11         | 16         |        |       | 8            |
| 22   | Tadeusz Bieńko      | NU        | NU           | 10     |            |            |        |       | 7            |
| 23   | Małgorzata Prus     |           |              | 13     | 12         | 17         |        |       | 7            |
| 24   | Krzysztof Stańdo    | 18        | 14           |        | 14         | 19         |        |       | 4            |
| 25   | Adrian Michalak     | 17        |              |        | 13         | NU         |        |       | 3            |
| 26   | Dominik Ziobro      | NU        | 15           |        | 15         | 20         |        |       | 2            |
| 27   | Michał Anaszkiewicz | 15        | NU           |        | NU         | NU         |        |       | 1            |
| 27   | Tomasz Król         | NU        |              |        |            | 15         |        |       | 1            |
| X    | Igor Widłak         |           |              | 9      |            |            |        |       | 9            |
| X    | Szymon Talik        | 10        |              |        |            |            |        |       | 7            |
| X    | Damian Jakubowiak   |           |              | 12     |            |            |        |       | 4            |
| X    | Daniel Godlewski    |           |              | 14     |            |            |        |       | 2            |
| Poz. | Kierowca            | Świdnicki | Nadwiślański | Polski | Małopolski | Rzeszowski | Śląska | Nyski | Suma punktów |